# Die Eule - 2. Die Unbekannte

Die Eule. 2. Die Unbekannte est un film muet allemand réalisé par Eddie Polo sorti en 1927, la première partie étant Die Eule - 1. Die tollen Launen eines Millionärs.

## Fiche technique
- Titre :
- Titre original : Die Eule. 2. Die Unbekannte
- Réalisation : Eddie Polo
- Scénario : Margarethe Schmahl
- Photographie : Max grix
- Direction artistique : Fritz Willi Krohn
- Production : Maria Zach
- Distribution :
- Film : Allemagne  République de Weimar
- Format :NB – muet
- Durée :
- Avis de la censure : 9 février 1927[1]
- Première :

## Distribution
- Eddie Polo
- Erich Kaiser-Titz
- Hans Adalbert Schlettow
- Fritz Schnell
- Dorothy Douglas